# Driftwood River, British Columbia
Driftwood River är ett vattendrag i Kanada.   Det ligger i provinsen British Columbia, i den centrala delen av landet, 3 700 km väster om huvudstaden Ottawa. Driftwood River ligger vid sjön Takla Lake.
I omgivningarna runt Driftwood River växer i huvudsak barrskog. Trakten runt Driftwood River är nära nog obefolkad, med mindre än två invånare per kvadratkilometer.